# Nesticella taurama
Nesticella taurama là một loài nhện trong họ Nesticidae.
Loài này thuộc chi Nesticella. Nesticella taurama được Pekka T. Lehtinen & Michael Ilmari Saaristo miêu tả năm 1980.